# Max Moszkowicz

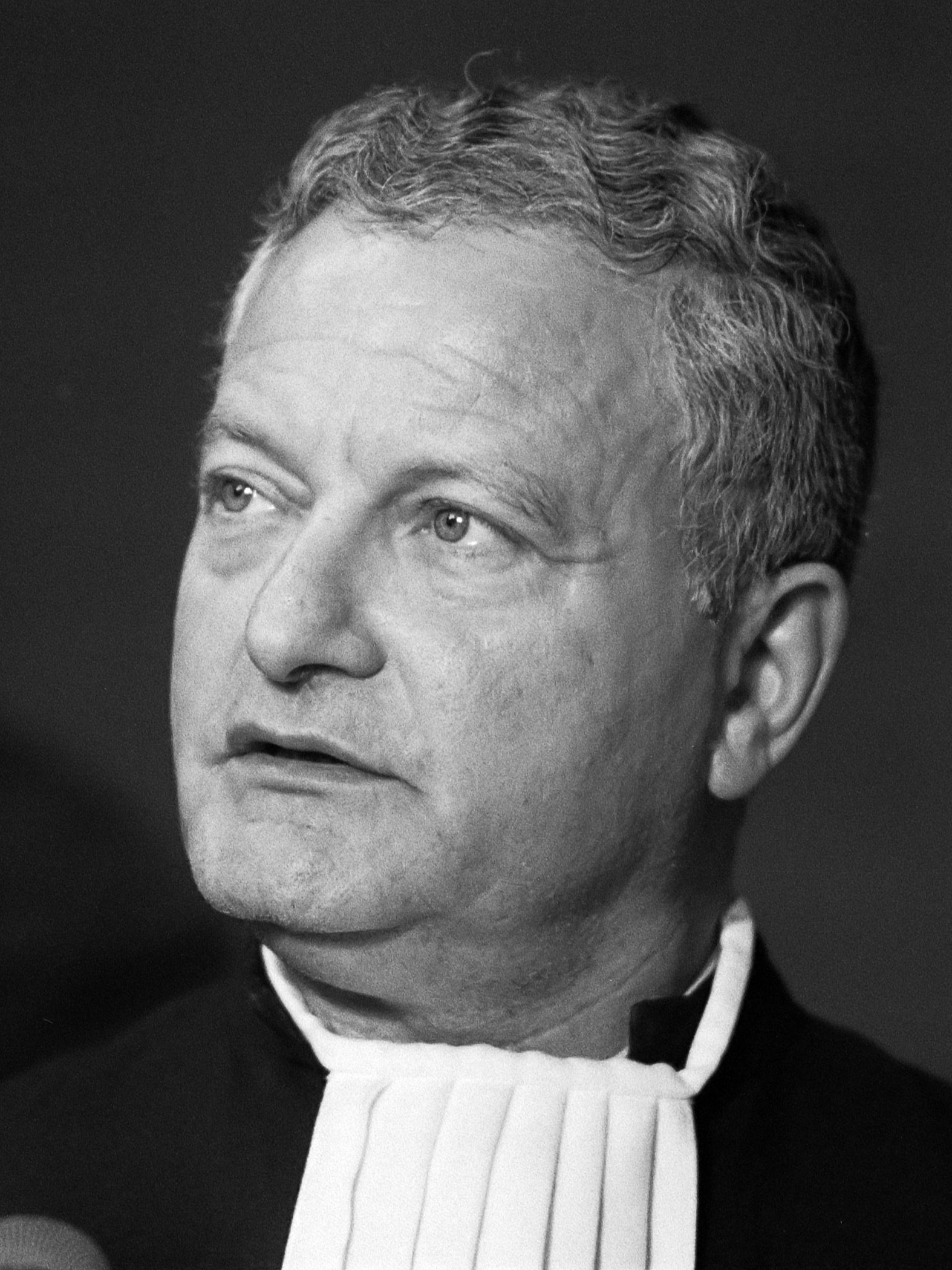
Max Moszkowicz (1985)

Max Moszkowicz (geboren 5. Oktober 1926 in Essen; gestorben 27. Januar 2022 in Lanaken) war ein niederländischer Rechtsanwalt.

## Leben
Max Moszkowicz’ Vater Abraham betrieb in Essen ein kleines Versandgeschäft für Wäsche. Er besuchte zunächst in Essen die Schule, wo er als Judenschwein beschimpft wurde, und musste nach der Machtergreifung der Nationalsozialisten 1933 mit seinen Eltern wegen der deutschen Judenverfolgung ins Ausland fliehen. In Maastricht besuchte er die Schule, als 1940 auch die Niederlande überfallen wurden. Die Familie wurde 1942 im KZ Westerbork inhaftiert. Seine Eltern und seine Schwester wurden Opfer des Holocaust, er selbst war in den Konzentrationslagern Auschwitz und Mauthausen inhaftiert. Nach Ende des Zweiten Weltkriegs kehrte er als neunzehnjähriger Waise in die Niederlande zurück. Moszkowicz konvertierte zum Katholizismus und heiratete 1948 Maria Bertha Bessems. Sie haben vier Söhne.
Moszkowicz studierte Jura in Nijmegen und wurde in Maastricht Rechtsanwalt. In den Niederlanden wurde er dafür bekannt, dass er als Strafverteidiger schwierige Mandate von Gewaltverbrechern übernahm. Er vertrat u. a. den Drogenboss Klaas Bruinsma und die Alfred-Heineken-Entführer Cor van Hout und Willem Holleeder vor Gericht und wurde dafür in den Medien auch angefeindet. Ende 2012 setzte er sich als Anwalt zur Ruhe.
Unter dem Pseudonym „Mr. Raab“ schrieb er eine wöchentliche Kolumne in der Tageszeitung De Telegraaf. Material daraus wurde 1993 in der Fernsehserie Recht voor z’n Raab wiederverwendet, in der er auch selbst mitwirkte.
Er war Mitglied und einige Jahre Funktionär in der rechtsliberalen Volkspartij voor Vrijheid en Democratie (VVD).
Max Moszkowicz Seniors Söhne wurden ebenfalls Anwälte: Max Moszkowicz Junior, David, Robert und als bekanntester unter ihnen Bram Moszkowicz.

## Schriften
- Recht voor z’n raap Dl. 1, 1985.
- Recht voor z’n raap Dl. 2, 1986.
- Mr. Raab vertelt, 1988.
- Uit de praktijk van mr Raab, 1989.
- Bloed en tranen: uit de praktijk van mr. Raab, 1994.
- Recht voor zijn raap, 1998.
- Raab op zijn best, 1999.
- Raab zet door, 2003.
- Raab geeft niet op, 2005.